# Spring Valley (Kentucky)
Pour les articles homonymes, voir Spring Valley.
Spring Valley est une ville américaine située dans le comté de Jefferson, dans le Kentucky. Selon le recensement de 2020, sa population est de 675 habitants.